# Toyota Cressida
Toyota Cressida (яп. トヨタ・クレシーダ, Тойота Крессіда) — автомобіль бізнес-класу, що вироблявся компанією Toyota з 1976 по 1992 роки. Всього було випущено чотири покоління моделі. Ці автомобілі також відомі в інших країнах під назвами Toyota Mark II, Toyota Chaser і Toyota Cresta. Назва Крессіда перестало використовуватися в 1993 році, коли їй на зміну прийшла Toyota Avalon.

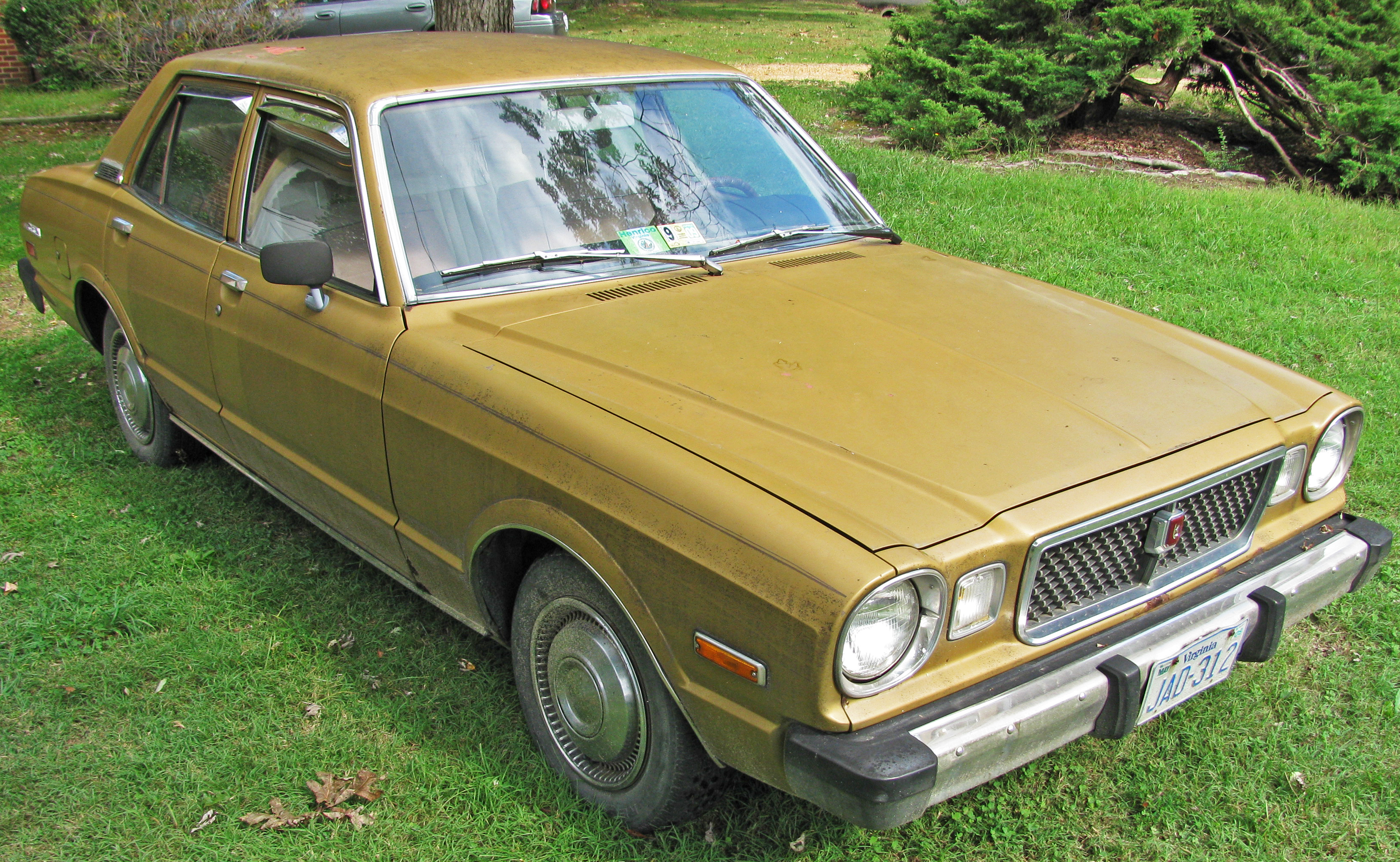
1976–1980 (X30) Докладніше: Toyota Mark II (X30)
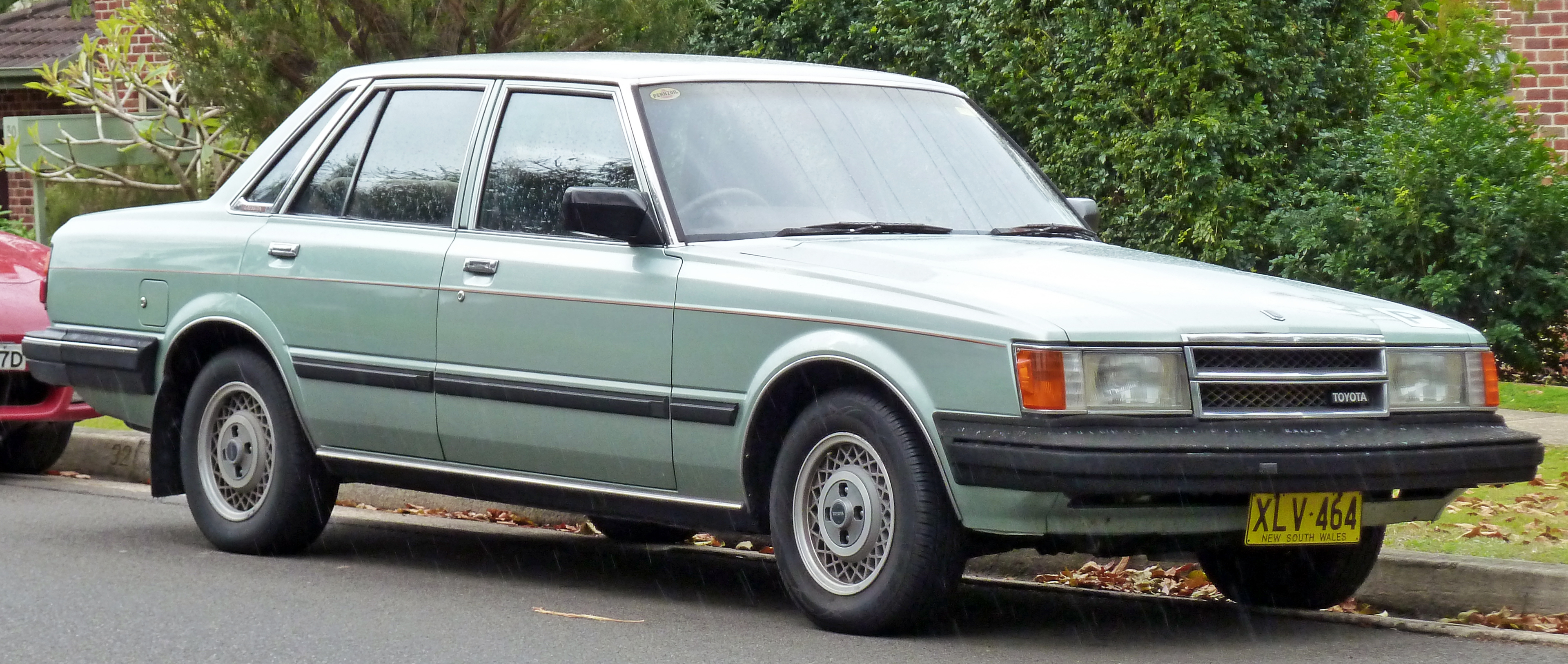
1980–1984 (X60) Докладніше: Toyota Mark II (X60)
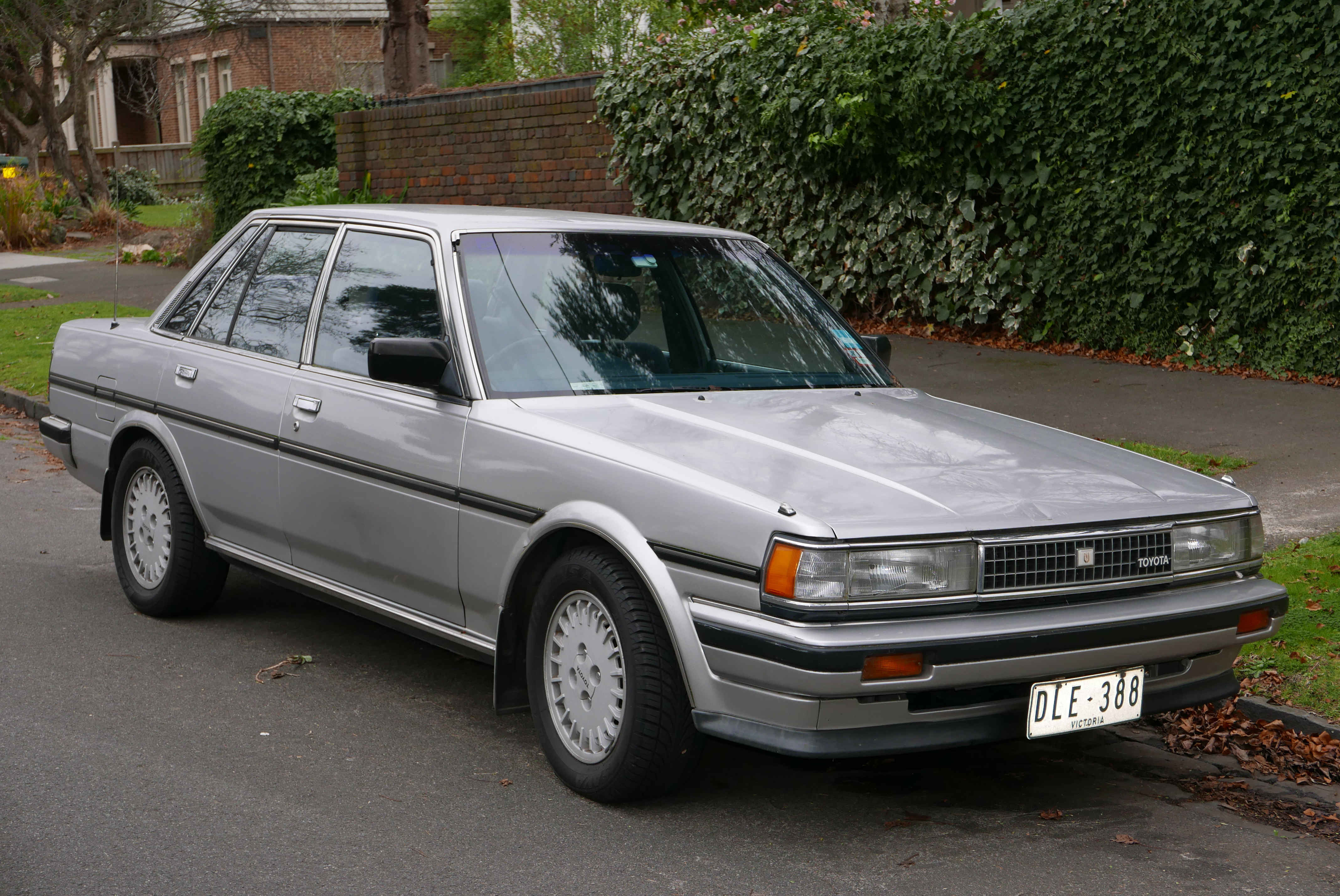
1984–1988 (X70) Докладніше: Toyota Mark II (X70)
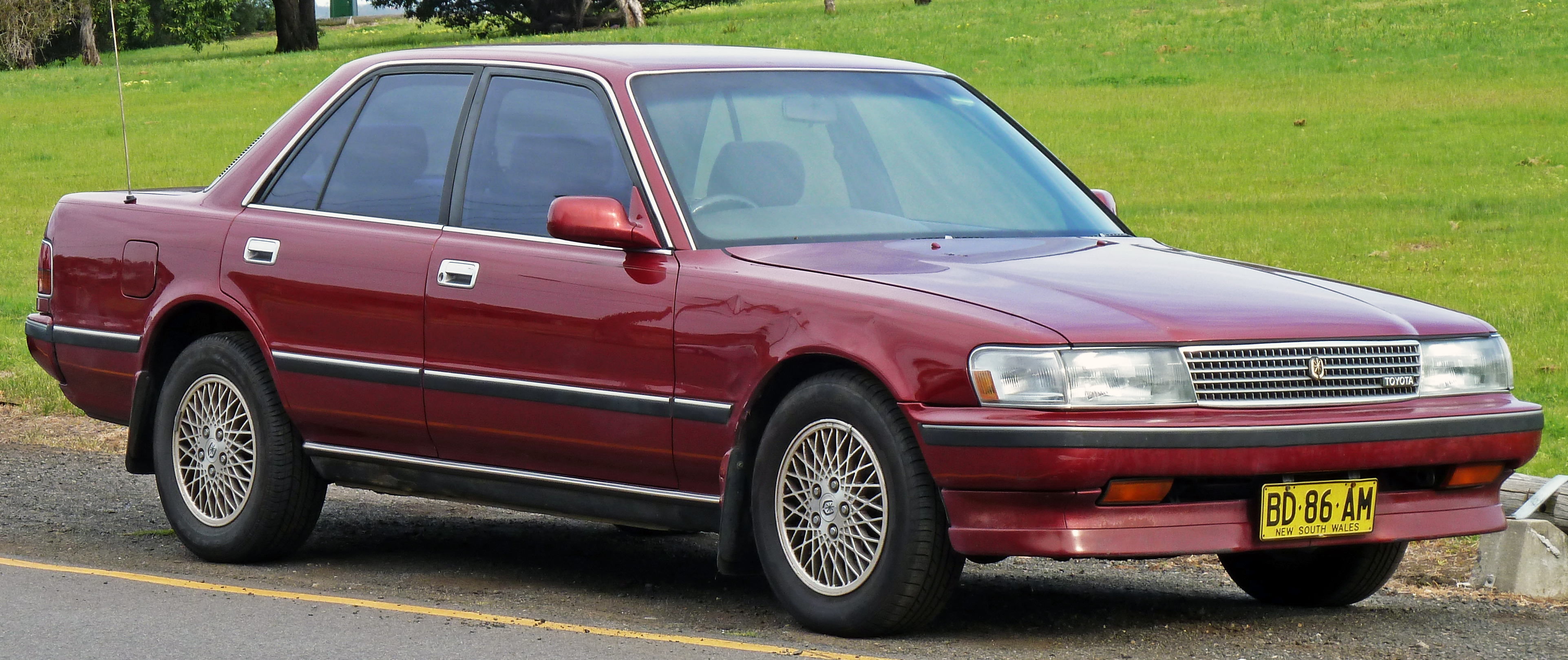
1988–1992 (X80) Докладніше: Toyota Mark II (X80)

## Продажі
| Рік    | Продажі в Пн. Америці |
| ------ | --------------------- |
| 1977   | 2 526                 |
| 1978   | 12 484                |
| 1979   | 11 910                |
| 1980   | 11 627                |
| 1981   | 29 583                |
| 1982   | 37 448                |
| 1983   | 39 755                |
| 1984   | 34 456                |
| 1985   | 45 286                |
| 1986   | 42 180                |
| 1987   | 21 968                |
| 1988   | 14 035                |
| 1989   | 23 785                |
| 1990   | 12 710                |
| 1991   | 9 415                 |
| 1992   | 3 528                 |
| 1993   | 322                   |
| 1994   | 5                     |
| 1995   | 2                     |
| Всього | 318 596               |